# Junkers Ju 89
Die Junkers Ju 89 war ein viermotoriger Bomber des deutschen Herstellers Junkers Flugzeug- und Motorenwerke. Er flog erstmals im April 1937. Nach einem Strategiewechsel im Reichsluftfahrtministerium wurden jedoch nur zwei Prototypen gebaut.

## Entwicklung
Die Junkers Ju 89 war ein Tiefdecker in Glattblech-Schalenbauweise mit einziehbarem Fahrgestell und zunächst fünf Mann Besatzung. Die Motorisierung mit vier 12-Zylinder-V-Motoren Daimler-Benz DB 600 C war für einen strategischen Bomber ausgelegt. Der Erstflug der Ju 89 V1 (Werknummer 4911, Kennzeichen D-AFIT) erfolgte am 11. April 1937 durch Flugkapitän Peter Hesselbach. Die Ju 89 wurde, wie die Dornier Do 19, auf die Anforderung nach einem sogenannten Uralbomber hin entwickelt. Diese Anforderung wurde 1937 zugunsten der Entwicklung der Heinkel He 177 fallengelassen.
Es wurden nur die beiden Prototypen V1 und V2 hergestellt. Diese wurden zu Forschungszwecken weiterverwendet. Die V2 (D–ALAT, Wnr. 4912) stellte im Juni 1938 zwei Höhenweltrekorde auf. Der dritte Prototyp wurde modifiziert und als Basis für die Junkers Ju 90 verwendet.

## Technische Daten

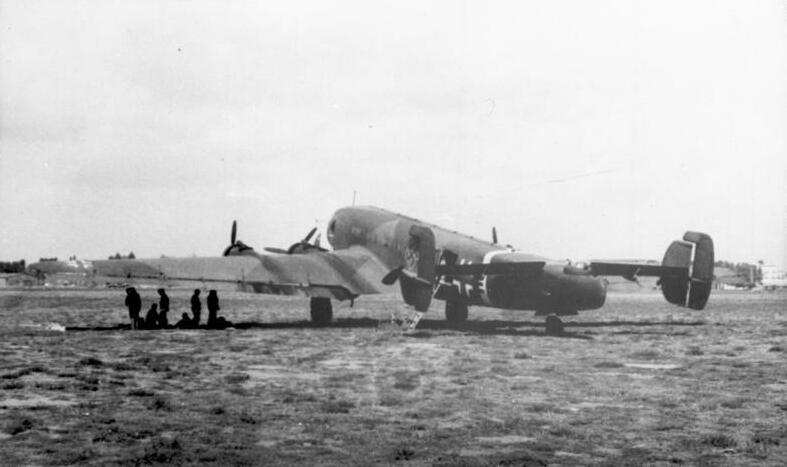
Die Ju 89 V2 mit Tarnanstrich

| Kenngröße             | Daten                                                                    |
| --------------------- | ------------------------------------------------------------------------ |
| Besatzung             | 5–9                                                                      |
| Länge                 | 26,50 m                                                                  |
| Spannweite            | 35,27 m                                                                  |
| Höhe                  | 7,61 m                                                                   |
| Flügelfläche          | 184 m²                                                                   |
| Flügelstreckung       | 6,8                                                                      |
| Leermasse             | 16.980 kg                                                                |
| max. Startmasse       | 27.800 kg                                                                |
| Höchstgeschwindigkeit | 360 km/h                                                                 |
| Marschgeschwindigkeit | 312 km/h                                                                 |
| Dienstgipfelhöhe      | 7.000 m                                                                  |
| Reichweite            | 2.000 km                                                                 |
| Triebwerke            | 4 × Daimler-Benz DB 600C (Startleistung gesamt: 3.640 PS (ca. 2.680 kW)) |